# Itz-, Rodach- und Baunachaue
Itz-, Rodach- und Baunachaue este o arie protejată (arie de protecție specială avifaunistică — SPA) din Germania întinsă pe o suprafață de 3.718,86 ha, integral pe uscat.

## Localizare
Centrul sitului Itz-, Rodach- und Baunachaue este situat la coordonatele 50°07′56″N 10°52′56″E / 50.1322°N 10.8822°E.

## Înființare
Situl Itz-, Rodach- und Baunachaue a fost declarat arie de protecție specială avifaunistică în septembrie 2006 pentru a proteja 34 de specii de animale.

## Biodiversitate
Situată în ecoregiunea continentală, aria protejată nu include niciun habitat protejat.
La baza desemnării sitului se află mai multe specii protejate de  păsări (34): lăcar-de-lac (Acrocephalus scirpaceus), pescăruș albastru (Alcedo atthis), rață mică (Anas crecca crecca), rață cârâitoare (Anas querquedula), Anas strepera strepera, rața moțată (Aythya fuligula), buhai de baltă (Botaurus stellaris stellaris), barză albă (Ciconia ciconia ciconia), barză neagră (Ciconia nigra), erete de stuf (Circus aeruginosus), erete vânăt (Circus cyaneus), prepeliță (Coturnix coturnix), cristeiul de câmp (Crex crex), egretă albă (Egretta alba), becațină comună (Gallinago gallinago), capîntortură (Jynx torquilla), sfrâncioc roșiatic (Lanius collurio), Luscinia svecica cyanecula, gaia roșie (Milvus milvus), rață cu ciuf (Netta rufina), grangur (Oriolus oriolus), viespar (Pernis apivorus), bătăuș (Philomachus pugnax), ploier auriu (Pluvialis apricaria), cresteț pestriț (Porzana porzana), Rallus aquaticus aquaticus, pițigoi-pungar (Remiz pendulinus), mărăcinar (Saxicola rubetra), turturică (Streptopelia turtur), silvie de câmp (Sylvia communis), Tachybaptus ruficollis ruficollis, fluierar de mlaștină (Tringa glareola), fluierarul de zăvoi (Tringa ochropus), nagâț (Vanellus vanellus).